# Певарил
Певарил (Pevaryl ®) е антимикотично лекарство под формата на крем. Използва се за лечение на кожни инфекции, причинени от гъбички, дрожди и плесени. Съдържа 1% лекарствено вещество еконазол нитрат, помощни вещества, пегоксол-7-стеарат, пегликол-5-олеат, течен парафин, бензоена киселина, бутилхидроксианизол и вода.